# Reeth (North Yorkshire)
Reeth is een plaats en civil parish in het bestuurlijke gebied Richmondshire, in het Engelse graafschap North Yorkshire met 750 inwoners.

## Geboren
- Clive Russell (7 december 1945), acteur

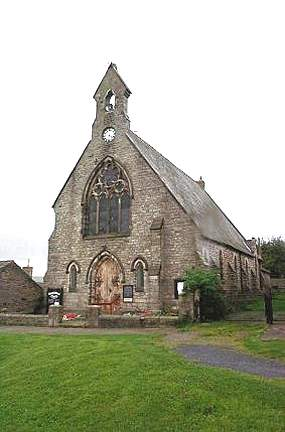
Kerk in Reeth
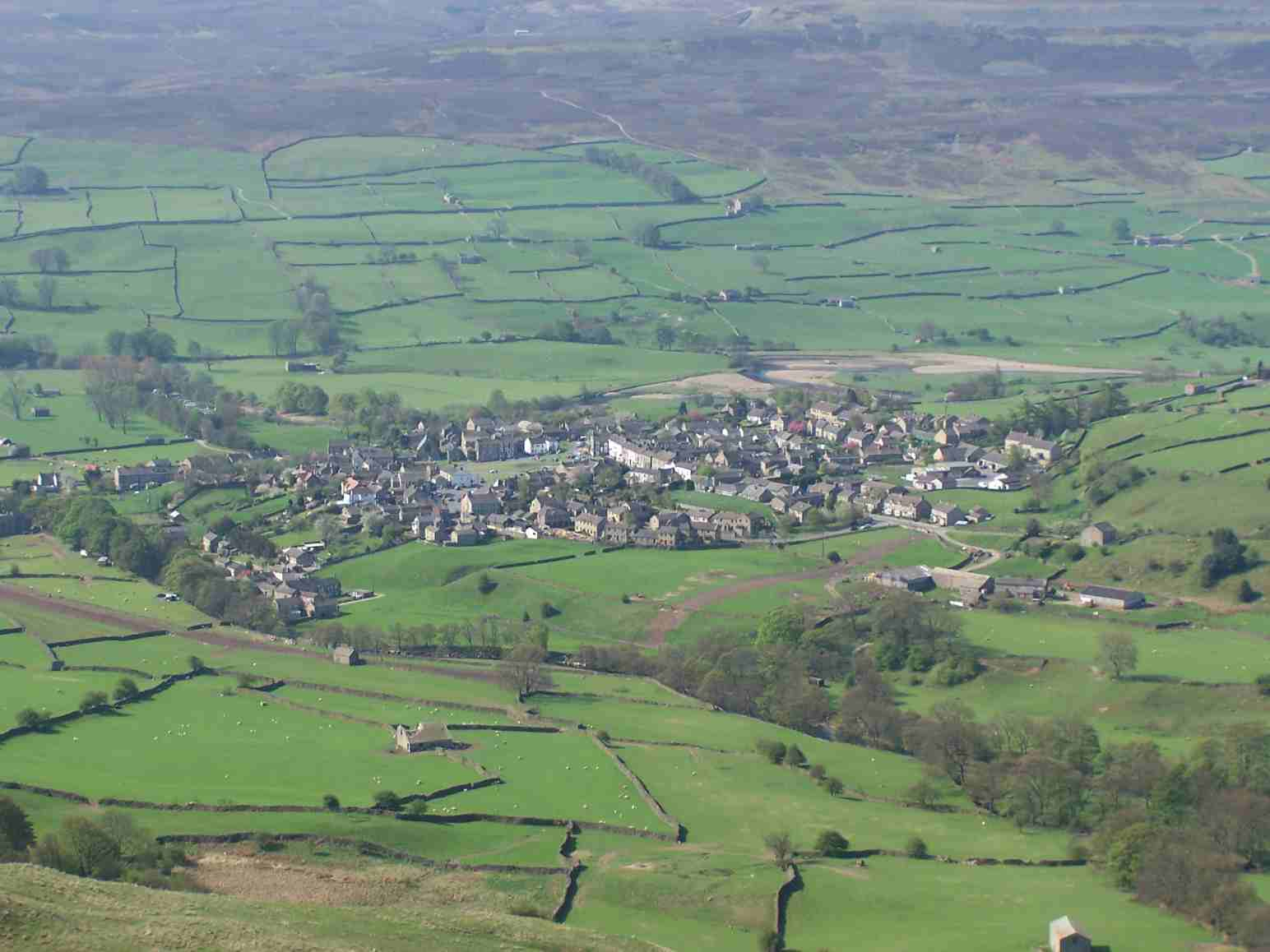
Reeth gezien vanuit Fremington Edge